# Клей (округ, Західна Вірджинія)
Шаблон:StateAbbr_ 38°28′ пн. ш. 81°04′ зх. д. / 38.46° пн. ш. 81.07° зх. д.
Округ  Клей (англ. Clay County) — округ (графство) у штаті  Західна Вірджинія, США. Ідентифікатор округу 54015.

## Історія
Округ утворений 1858 року.

## Демографія
За даними перепису 2000 року загальне населення округу становило 10330 осіб, усе сільське. Серед мешканців округу чоловіків було 5109, а жінок — 5221. В окрузі було 4020 домогосподарств, 2942 родин, які мешкали в 4836 будинках. Середній розмір родини становив 3,01.
Віковий розподіл населення поданий у таблиці:
| Стать    | До 15 років | 15-21 | 22-29 | 30-39 | 40-49 | 50-65 | 65-85 | Понад 85 |
| -------- | ----------- | ----- | ----- | ----- | ----- | ----- | ----- | -------- |
| Чоловіки | 1082        | 525   | 500   | 694   | 789   | 907   | 557   | 55       |
| Жінки    | 1067        | 509   | 530   | 715   | 795   | 803   | 691   | 111      |

## Суміжні округи
- Калгун — північ
- Брекстон — північний схід
- Ніколас — південний схід
- Кенова — захід
- Роун — північний захід

## Виноски
1. ↑  U.S. Decennial Census. United States Census Bureau. Архів оригіналу за 26 квітня 2015. Процитовано 9 січня 2014.
2. ↑  Historical Census Browser. University of Virginia Library. Архів оригіналу за 11 Серпня 2012. Процитовано 9 січня 2014.
3. ↑  Population of Counties by Decennial Census: 1900 to 1990. United States Census Bureau. Архів оригіналу за 3 Червня 2013. Процитовано 9 січня 2014.
4. ↑  Census 2000 PHC-T-4. Ranking Tables for Counties: 1990 and 2000 (PDF). United States Census Bureau. Архів оригіналу (PDF) за 18 Грудня 2014. Процитовано 9 січня 2014.
5. ↑  State & County QuickFacts. United States Census Bureau. Архів оригіналу за 8 липня 2011. Процитовано 9 січня 2014.(англ.) Наведено за англійською вікіпедією.
6. ↑  American FactFinder. Бюро перепису населення США. Архів оригіналу за 29 липня 2011. Процитовано 31 січня 2008.

| США | Це незавершена стаття з географії США. Ви можете допомогти проєкту, виправивши або дописавши її. |